# União das Freguesias de Formariz e Ferreira
Die União das Freguesias de Formariz e Ferreira ist eine portugiesische Gemeinde (Freguesia) im Kreis (Concelho) Paredes de Coura im Nordwesten Portugals.

## Geschichte
Die Gemeinde entstand im Zuge der Gebietsreform vom 29. September 2013 durch die Zusammenlegung der ehemaligen Gemeinden Formariz und Ferreira. Formariz wurde Sitz der neuen Verwaltung.

## Demographie
| Freguesia | Freguesia           | Freguesia | Freguesia       | ehemalige Freguesias | ehemalige Freguesias | ehemalige Freguesias | ehemalige Freguesias |
| --------- | ------------------- | --------- | --------------- | -------------------- | -------------------- | -------------------- | -------------------- |
| Wappen    | Freguesia           | Einwohner | Fläche in (km²) | Wappen               | Freguesia            | Einwohner            | Fläche in (km²)      |
|           | Formariz e Ferreira | 915       | 19,54           |                      | Formariz             | 573                  | 6,24                 |
|           | Formariz e Ferreira | 915       | 19,54           | Ferreira             | 435                  | 13,3                 |                      |